# أوشان سويت
أوشان سويت (بالإنجليزية: Ossian Sweet)‏ (30 أكتوبر 1895 - 20 مارس 1960)، طبيب أميركي من أصل أفريقي في ديترويت، ميشيغان. اشتُهر لكونه متهمًا بالقتل في عام 1925 بعد أن دافع هو وأصدقاؤه عن أنفسهم بالأسلحة أمام مجموعة من البيض الغاضبين الذين كانوا يحتجون بسبب انتقال سويت إلى حيهم. حيث ألقوا الحجارة على منزله، ما أدى إلى تحطيم النوافذ. وأطلقت الأعيرة النارية، ما تسبب بمقتل رجل أبيض وإصابة آخر. ثم ألقي القبض على سويت وزوجته وتسعة من رفاقه في المنزل (بمن فيهم شقيقاه) واتُهموا جميعًا بالقتل.
في المحاكمة الأولى، لم تتفق هيئة المحلفين على الأحكام الصادرة ضد عدة متهمين. لذا أعلن القاضي بطلان المحاكمة. لذا قبلت المحكمة طلب الدفاع بفصل أولئك المتهمين، وقرر المدعي العام محاكمة هنري سويت أولًا، الأخ الأصغر لأوشان. لكن هيئة المحلفين التي كانت تتألف من أشخاص بيض فقط برأت هنري سويت، ما جعل المدعي العام يرفض محاكمة بقية المتهمين ويسقط التهم الموجهة إليهم. وقد سُميت هذه المحاكمات مجتمعة باسم محاكمات سويت. وقدمت الجمعية الوطنية للنهوض بالملونين (إن إيه إيه سي بّي) المساعدة في الدفاع عن سويت والمتهمين معه، إذ وكلت أولًا تشارلز هـ. ماهوني لتمثيل العملاء، ثم وكلت المحامي الشهير كلارنس دارو الذي كان سببًا في تسليط المزيد من الاهتمام الوطني والإعلامي على المحاكمة.
ولد سويت في ولاية فلوريدا لعائلة مزارعة، وارتاد كلية ويلبرفورس للعمل التحضيري والشهادة الجامعية. وحصل على شهادته في الطب من جامعة هاورد، وهي من جامعات السود التاريخية. وفي السنوات التي تلت المحاكمة في ديترويت، توفيت ابنته إيفا وزوجته غلاديس وشقيقه هنري بسبب مرض السل.

## سيرته
ولد أوشان سويت في عام 1895 في بارتو، ولاية فلوريدا، وهو الابن الثاني لهنري سويت ودورا ديفون. في عام 1898، اشترى والده هنري، مزرعة في بارتو، ضمن مركز مقاطعة بولك في فلوريدا، وانتقل إلى هناك مع عائلته بأكملها. حيث عاشوا في بيت ريفي، وعمل الأطفال مع حيوانات المزرعة وفي الحقول. كان لدى عائلة سويت عشرة أطفال، بمن فيهم شقيقه هنري. وعاشوا في منزلهم المكتظ على قليل من المال الذي كانوا يكسبونه من المزرعة.
في سن الخامسة، شهد أوشان سويت إعدام مراهق أسود، فريد روشيل، والذي أُحرق حتى الموت على يد حشد من البيض. ووفقًا لرواية سويت، فقد كان في الخارج بمفرده ليلًا على بعد ميل من المنزل، حيث شاهد من خلف الشجيرات إحراق روشيل. وروى سويت أحداث تلك الليلة لاحقًا بأسلوب مخيف: «رائحة الكيروسين، وصرخات روشيل الذي كانت تبتلعه النيران، والحشد الذي كان يجمع قطعًا من اللحم المتفحم ليأخذها إلى المنزل كتذكار».

### تعليمه
في سبتمبر 1909، في سن الثالثة عشرة، غادر سويت فلوريدا. إذ أراد والداه أن يحصل على تعليم في الشمال أفضل من الموجود في مدارس فلوريدا المعزولة. ثم التحق بكلية ويلبرفورس في زينيا، أوهايو، وهي أول كلية يمتلكها ويديرها الأمريكيون الأفريقيون. وكان لديهم فيها فصول تحضيرية لإعداد الطلاب للمستوى الجامعي.
أنشئت هذه الكلية في عام 1855 بالتعاون مع الميثوديين البيض والسود، ولكن سحبت كنيسة سينسيناتي الميثودية الدعم بسبب أعباء الحرب الأهلية. كافحت المدرسة ماليًا بعد أن انسحب معظم طلابها الذين يدفعون أجورهم، وهم أطفال مختلطون عرقيًا من المزارعين الجنوبيين البيض. بعدها دفعت الكنيسة الأسقفية الأفريقية الميثودية (إيه إم إي) ديون الكلية وامتلكتها.
ارتاد سويت كلية ويلبرفورس لمدة ثماني سنوات. خلال السنوات الأربع الأولى، درس في مدرستها الإعدادية للجامعة، وتعلم اللغة اللاتينية والتاريخ والرياضيات واللغة الإنجليزية والموسيقى والرسم والفلسفة والعلوم التمهيدية والاجتماعية ولغة أجنبية (ربما الفرنسية) للاستعداد للكلية. وعمل سويت في جرف الثلج، وأفران الصهر، وغسل الصحون، وطاولات الانتظار، مثلما عمل كحاجب في فندق لدفع 118 دولارًا مقابل رسومه الدراسية وكتبه. وحصل على درجة بكالوريوس في العلوم في سن الخامسة والعشرين. وبعد ويلبرفورس، التحق سويت بجامعة هاورد، وهي كلية تاريخية للسود في واشنطن العاصمة، حيث حصل على تفويضه الطبي.
عندما كان شابًا، أبدى سويت تفانيًا في دراسته، وسعى جاهدًا لتحقيق النجاح كرجل أسود جنوبي في عصر قوانين جيم كرو. وأصبح سويت قياديًا في عائلته. إذ مهد الطريق لأشقائه الصغار ليعملوا بجد ويصبحوا متعلمين كذلك. وكان يطمح من خلال تعليمه إلى أن يكون من بين العُشر الموهوب الذين تحدث عنهم دبليو إي بي دو بويز: وهم السود الذين يعملون لتحسين حياة شعبهم. وكتب دو بويز لاحقًا عن قضية سويت القانونية وامتدحه بوصفه مثالًا يلهم الشباب الأمريكيين الأفريقيين.